# Kombinirana pehotna divizija Hrozný
Kombinirana pehotna divizija Hrozný (izvirno nemško Kombinierte Infanterie-Division Hrozný) je bila pehotna divizija avstro-ogrske kopenske vojske, ki je bila aktivna med prvo svetovno vojno.

## Poveljstvo
Poveljniki 
- Joseph Hrozný von Bojemil: avgust 1917